# Terminalia longespicata
Terminalia longespicata är en tvåhjärtbladig växtart. Terminalia longespicata ingår i släktet Terminalia och familjen Combretaceae.

## Underarter
Arten delas in i följande underarter:
- T. l. longespicata
- T. l. sogerensis